# Bågklomygga
Bågklomygga, Aedes euedes är en tvåvingeart som beskrevs av Walker 1913. Aedes euedes ingår i släktet Aedes och familjen stickmyggor. Arten är reproducerande i Sverige. Inga underarter finns listade i Catalogue of Life.